# DIN 23330

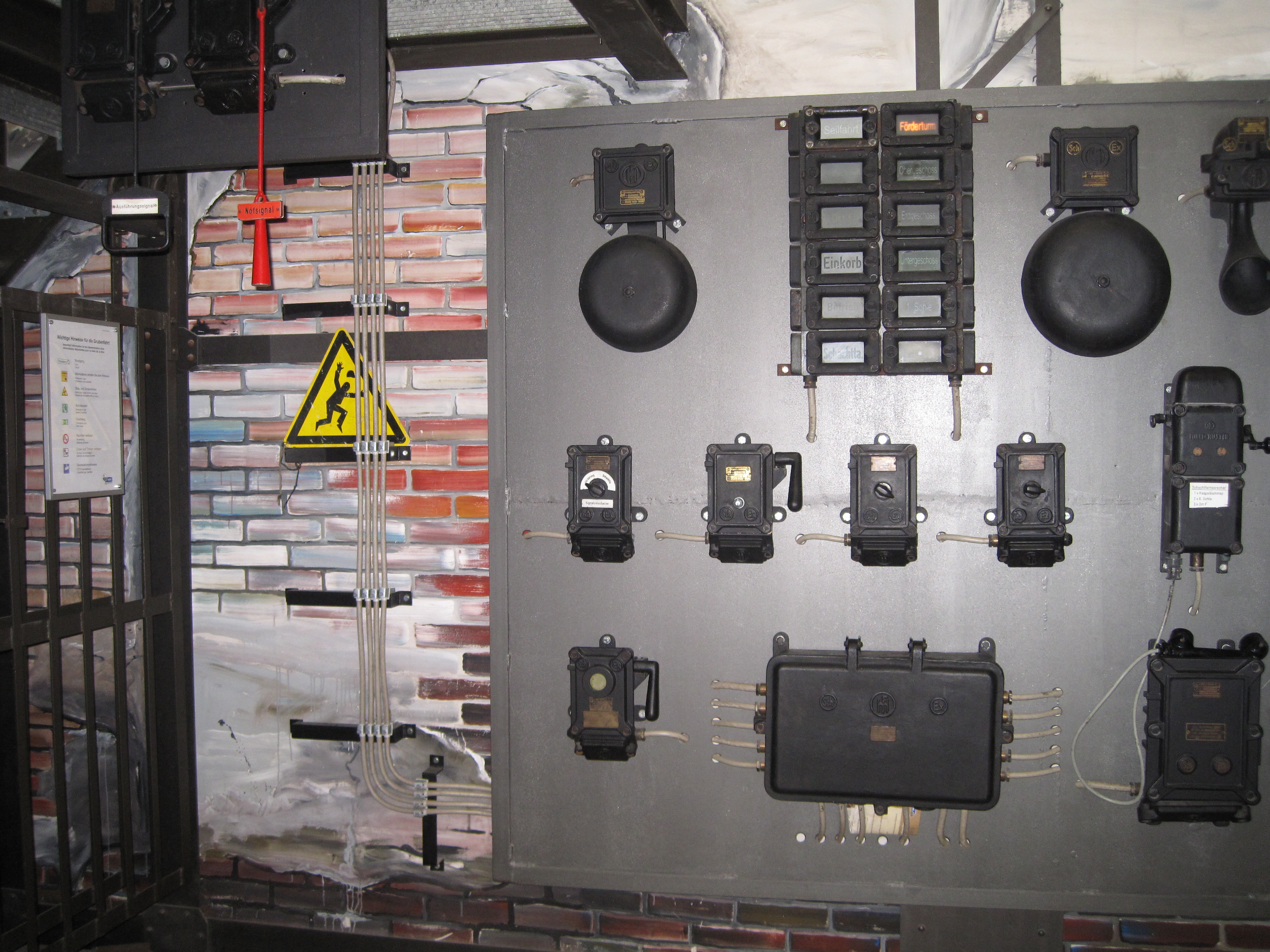
Ein (nicht genormtes) Sicherheitszeichen im Bergbau

Die DIN 23330 ist eine deutsche Norm, welche ergänzend zu den Hauptnormen DIN 4844 und DIN EN ISO 7010 zusätzliche Sicherheitszeichen für den (untertägigen) Bergbau bereitstellt.
Die Norm legt bergbauspezifische Verbots-, Warn-, Gebots-, Rettungs-, Hinweis- und Zusatzzeichen fest. In ihrer Gestaltung orientieren sie sich an den allgemeinen Anforderungen, etwa der DIN 4844-1 bzw. ISO 3864.

## 2001 bis 2015

### Sicherheitszeichen

#### Verbotszeichen

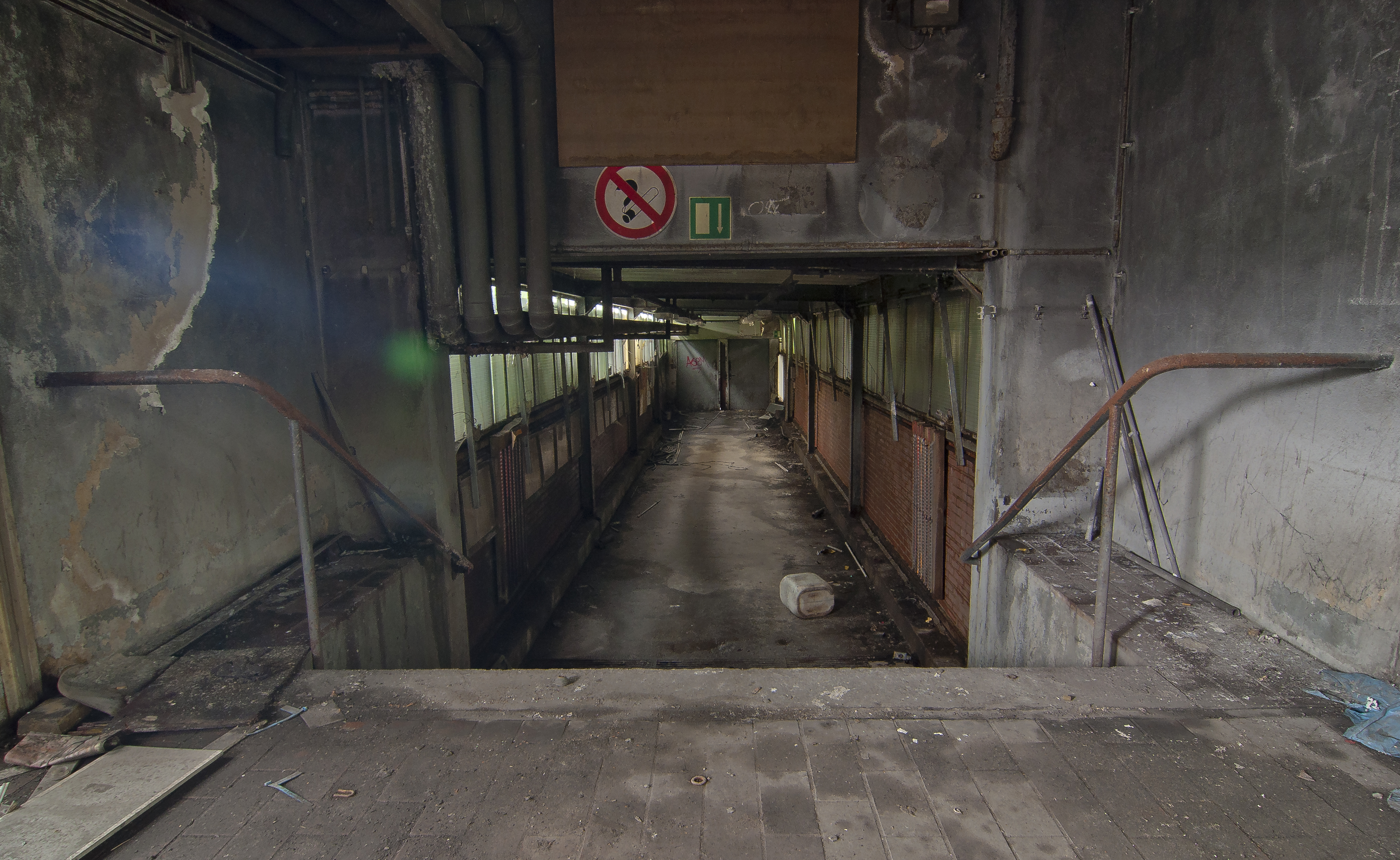
Verbots- und Rettungszeichen in einem verfallenen Bergwerk

VB 1: Grundausführung für Verbot
VB 2: Seilfahrt verboten
VB 3: Fahrung im Kübel verboten
VB 4: Bandfahrung verboten
VB 5: Überschreiten der Gleise verboten
VB 6: Weiterfahrt für Lokomotiven verboten
VB 7: Weiterfahrt für Dieselkatzen verboten
VB 8: Mitnahme von Rauchwaren, Feuerzeugen und Zündhölzern verboten

#### Warnzeichen

WB 1: Warnung vor einer Gefahrenstelle
WB 2: Warnung vor Engstellen
WB 3: Warnung vor Arbeits- und Baustellen
WB 4: Warnung vor Lokomotiven, rollenden Wagen
WB 5: Warnung vor Maschinen in Bewegung

#### Gebotszeichen

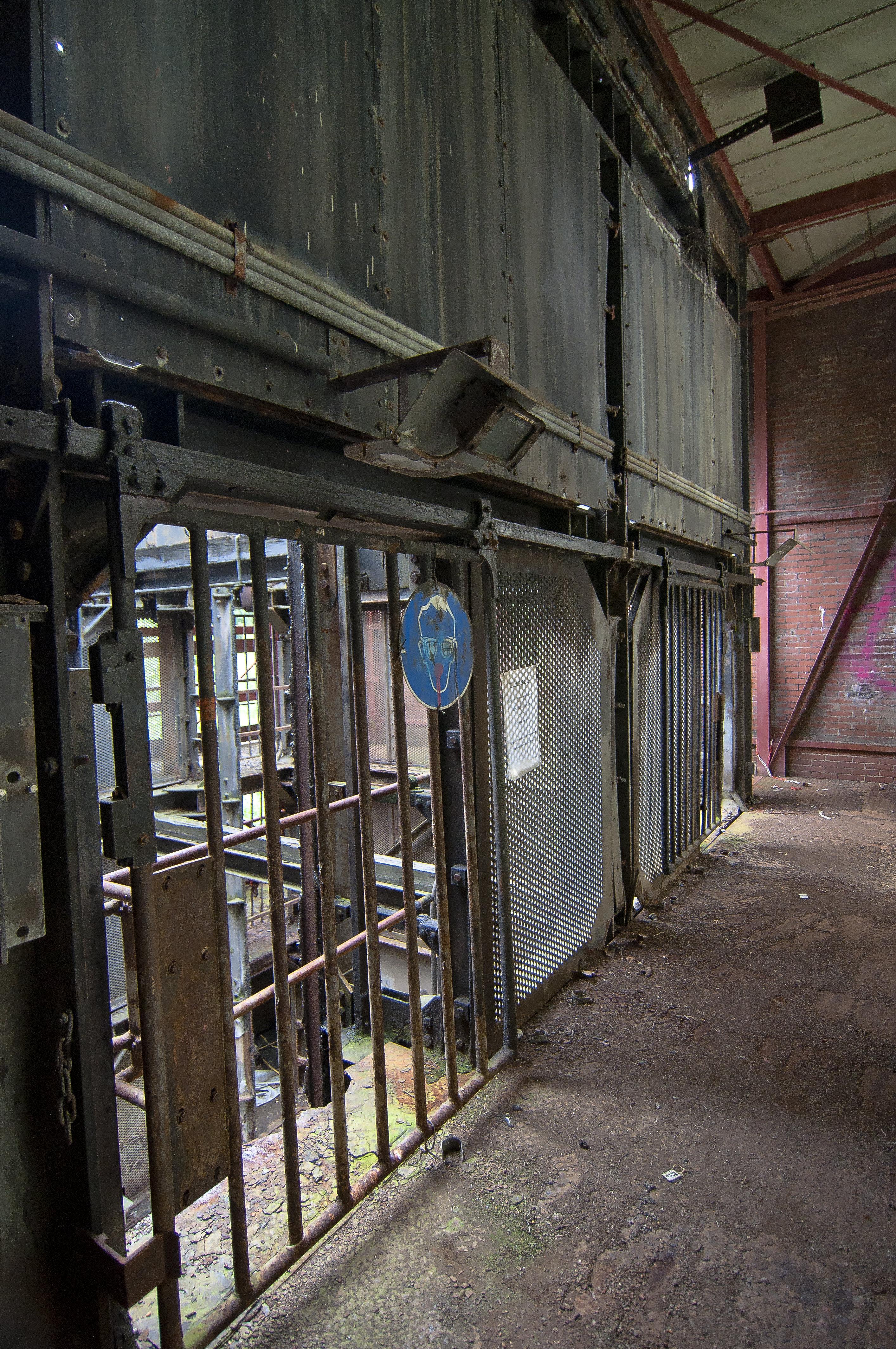
Gebotszeichen „Augenschutz benutzen“ an einem Förderschacht

GB 1: Allgemeines Gebotszeichen
GB 2: Übergang benutzen
GB 3: Schutzhelm tragen
GB 4: Gurt anlegen

#### Rettungszeichen

RB 1: Rettungszeichen für das Rettungswerk im Bergbau

#### Hinweiszeichen

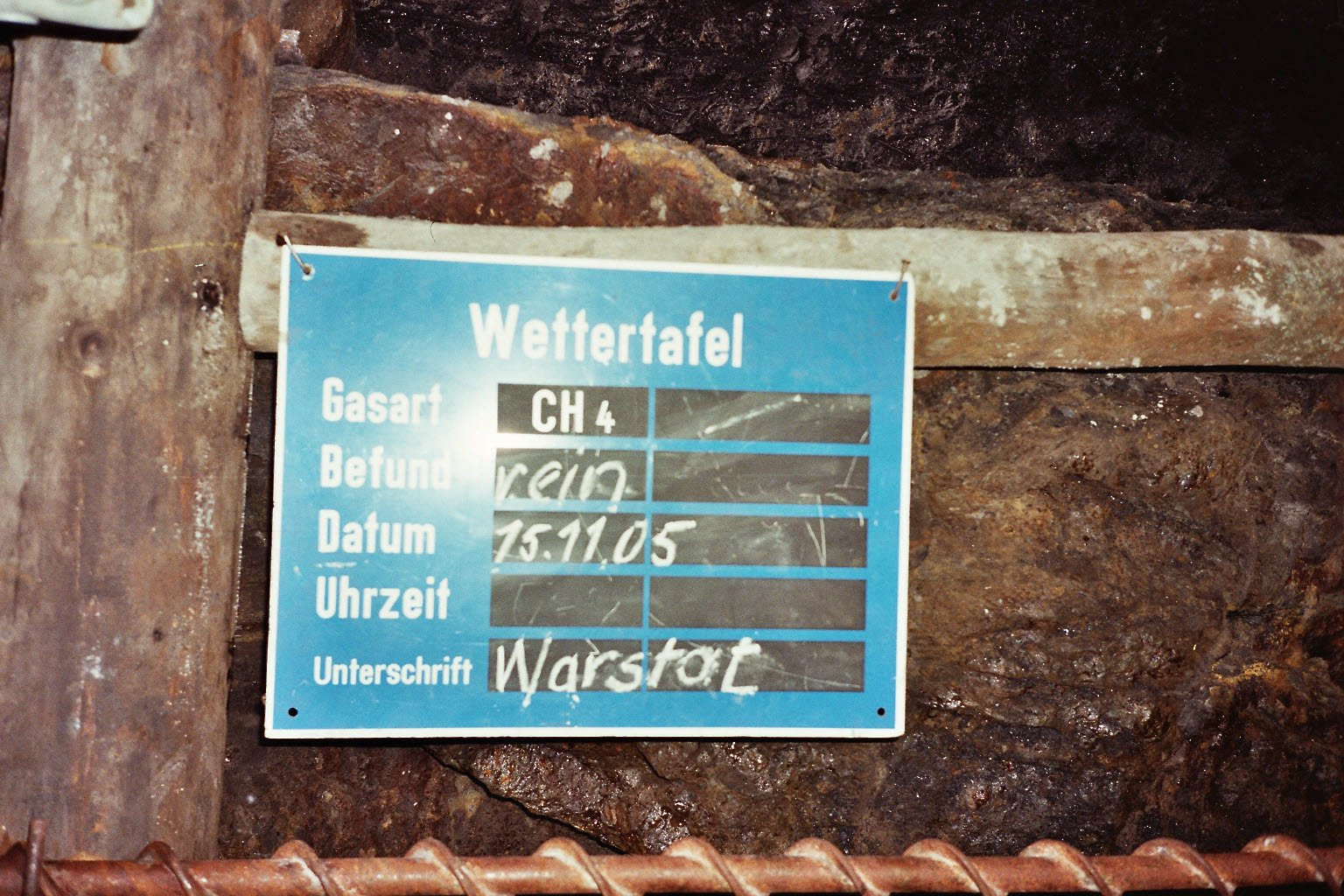
Eine Wettertafel in einem Kohlebergwerk

Hinweiszeichen wiesen auf sicherheitstechnische Einrichtungen, wie etwa Dämme, untertägige Wetter oder Ergebnisse von Prüfungen hin.

#### Zusatzzeichen
Zusatzzeichen ergänzten die obengenannten Tafeln durch erklärende oder konkretisierende Texte. Sie mussten die Farbe des Hauptzeichens tragen.

### Kennzeichnung von Lokomotiven
Zudem legte die Norm schwarz-gelb-gestreifte Kennzeichen von Grubenlokomotiven fest.

## Ab 2015

### Sicherheitszeichen
Ab 2015 entfielen die Gebotszeichen und Teile der Verbots- und Warnzeichen, da sie bereits in der ISO 7010 enthalten waren.

#### Verbotszeichen

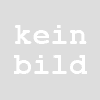
P 1: Fahrung im Kübel verboten
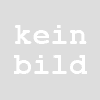
P 2: Bandfahrung verboten
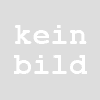
P 3: Überschreiten der Gleise verboten
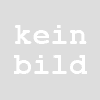
P 4: Weiterfahrt für Lokomotiven verboten
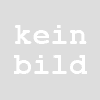
P 5: Weiterfahrt für Einschienenhängebahnen verboten
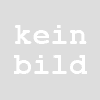
P 6: Mitnahme von Rauchwaren, Feuerzeugen und Zündhölzern verboten

#### Warnzeichen

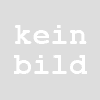
W 1: Warnung vor Arbeits- und Baustellen
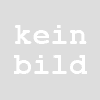
W 2: Warnung vor Lokomotiven, rollenden Wagen